# Il giorno della Shoah
Il giorno della Shoah è un film per la televisione del 2010 diretto da Pasquale Squitieri.
La pellicola ha come protagonisti Giorgio Albertazzi e Claudia Cardinale. Fu girata in gran parte nell'Abruzzo nella provincia di L'Aquila, all'indomani del terremoto dell'Aquila del 2009, tra le materie del capoluogo e del circondario.

## Trama
Anni '40. Alberto e la sua famiglia sono costantemente perseguitati a causa delle leggi razziali, ma riescono a salvarsi miracolosamente dalla deportazione grazie all'aiuto di Nello Rotondi. Alberto comincerà a provare un senso di grande riconoscenza verso chi ha aiutato lui e la sua famiglia, tra i due uomini si creerà un legame molto forte che durerà a lungo nel tempo. L'Aquila, 2009. Dopo la notte del devastante terremoto in Abruzzo, Alberto e sua moglie Ester vagano tra le rovine del borgo di Casentino. Sono alla ricerca dei loro amici, i Rotondi, la cui abitazione è andata in macerie. Insistendo nella ricerca li troveranno e ricambieranno l'aiuto loro dato tanti anni prima.